# Sílvio Name
Sílvio Name (Campo Grande, 29 de agosto de 1940) é um político brasileiro, tendo sido senador pelo estado do Paraná.
É filho de Nagib Name e Naihma David Name. Empresário, iniciou sua vida pública como secretário de Serviços Públicos de Maringá. Em 1986 foi eleito suplente de senador na chapa do PMDB, encabeçada por José Richa, tendo assumido temporariamente o mandato de senador entre 1989 e 1990.
Seu filho Sílvio Name Júnior também tentou seguir carreira política, tendo sido candidato a prefeito de Maringá.